# Barton College
Barton College es una universidad privada en Wilson, Carolina del Norte. Está afiliado a la iglesia cristiana Discípulos de Cristo.

## Historia
Barton College fue incorporado como Atlantic Christian College el 1 de mayo de 1902 por la Convención Misionera Cristiana de Carolina del Norte, luego de la compra del Seminario Kinsey en 1901.  El colegio permanece afiliado a la iglesia cristiana Discípulos de Cristo. El 6 de septiembre de 1990, la escuela cambió su nombre a Barton College en honor a Barton Warren Stone, fundador de la Iglesia Cristiana (Discípulos de Cristo) que estuvo activo en el este de Carolina del Norte.  A través de su División de Aprendizaje Permanente, Barton College abrió el Barton Weekend College en el este de Carolina del Norte en el otoño de 1990.

## Atletismo
Los equipos atléticos de Barton reciben el sobrenombre de Bulldogs. La universidad es miembro del nivel de la División II de la Asociación Nacional de Atletismo Universitario (NCAA), y compite principalmente en la Conferencia Carolinas desde el año académico 1930–31. Su mascota es el Bulldog y sus colores son el azul real y el blanco.
Barton compite en 22 deportes universitarios interuniversitarios: los deportes masculinos incluyen béisbol, baloncesto, campo a través, fútbol, golf, lacrosse, fútbol, natación, tenis, atletismo y voleibol; mientras que los deportes femeninos incluyen baloncesto, porristas, campo a través, golf, lacrosse, fútbol, sóftbol, natación, tenis, atletismo y voleibol. El 27 de enero de 2018, Barton anunció que la escuela volvería a jugar fútbol.  

## Organización
Barton College se compone de siete escuelas y dos departamentos: 
- Escuela de Estudios Afines a la Salud y el Deporte
- Departamento de Arte y Diseño
- Escuela de Negocios
- Departamento de Comunicación y Artes Escénicas
- Escuela de Educación
- Escuela de Humanidades
- Escuela de enfermería
- Facultad de Ciencias
- Escuela de Trabajo Social

## Exalumnos notables
- Ava Gardner, actriz y cantante (abandonó)
- Walter B. Jones Jr., congresista
- Sam Ragan, periodista y poeta
- Billy Godwin, entrenador de béisbol universitario
- Joe P. Tolson, político estatal
- Conor Mccreedy, artista (abandonó)
- Michael H. Wray, político estatal
- Thomas Albert, compositor y educador
- Chris Flemmings, jugador de baloncesto
- Jentezen Franklin, pastor y televangelista
- Aaron Fussell, político estatal
- Bill Brooks, entrenador de baloncesto universitario